# تفرنج
التفرنج عبارة مشتقة من اسم الإفرنج أو الفرنجة، وهذه الصيغة تُبنى لمعانٍ: منها التكلف كتجلد فلان وتشجع وتخشع، وتجرع الشراب إذا تكلف الجَلَد والشجاعة والخشوع وشرب ما يكره، ومنها تحصيل الشيء بالتدريج كتعلم الحساب. وكل من هذين المعنيين ظاهر في استعمال كلمة التفرنج وما يُشتق منها، فالمتفرنجون هم الذين يقلدون الإفرنج فيما يستحسنونه من العادات وغيرها بالتكلف أولاً، ثم يتوسعون في ذلك بالتدريج، حتى انتقل بعضهم من التقليد في مشخصات الأمم التي تقوى بها روابطها كالعادات في الأزياء والأكل والشرب وآداب المجلس، إلى ما هو من مقوماتها التي تبقى ببقائها وتفنى بفنائها كاللغة والدين والشريعة وأصول الآداب والروابط الاجتماعية المنزلية والقومية.